# Заатари
Заатари (араб. مُخَيَّم الزَعْتَري) — лагерь беженцев в Иордании, расположенный в 10 км к востоку от города Эль-Мафрак, постепенно превращающийся в постоянное поселение. Крупнейший лагерь для сирийских беженцев. Открыт 28 июля 2012 года для размещения сирийцев, спасающихся от гражданской войны в Сирии, идущей с 2011 года. Лагерь находится неподалёку от Шоссе №10.
В первое время существования лагеря основной проблемой было обеспечение беженцев едой и кровом. В 2013 сообщалось, что в лагере растёт количество насильственных преступлений. После превышения плановой вместимости в 60 тысяч человек в 20 км на восток к Эз-Зарка на равнинах Мраджиб-аль-Фахуд был построен второй лагерь. 5 апреля 2014 года в лагере поднялось восстание, жертвой которого стал один человек.
В 2015 году в лагере проводили съёмки документального фильма Salam Neighbor.

## Население
Подробный учёт числа беженцев остановился в марте 2013 года, когда в лагерь хлынул поток новых жителей. Имеющиеся ранние данные варьируются из-за того, что жители иногда уходят обратно в Сирию, а также из-за того, что изначально некоторых людей посчитали два раза. Покинуть лагерь можно только по специальному разрешению, выдаваемому на конкретный срок, что нарушает право на свободу перемещения внутри страны.

### Рост населения
С момента открытия количество людей в лагере стало быстро расти, что сделало лагерь крупнейшим поселением в мухафазе за считанные месяцы:
- 27 августа 2012 года население лагеря выросло до 15 000 человек[11], что составило около десятой доли от общего числа сирийских беженцев в Иордании.
- В сентябре там уже жило 30 000 человек или 30 % сирийских беженцев в Иордании[12].
- 29 ноября 2012 года число беженцев достигло 45 000[13], тогда как общее их число в Иордании составило около 230 000.
- 10 января 2013 года население лагеря достигло 65 000, что составило 22 % от общего числа сирийских беженцев в Иордании.
- 5 февраля 2013 их число возросло до 76 000, тогда как всего в Иордании находилось более 345 000 беженцев[14].
- В марте 2013 года сирийские войска начали крупномасштабную кампанию в южной части страны, что привело к всплеску числа беженцев в Иордании. К 11 марта в лагере, вероятно, было более 156 000 человек, что сделало его четвёртым городом Иордании по количеству жителей[15].
- 30 апреля 2014 года в Азраке открылся второй лагерь[16]. Всех новоприбывших беженцев стали отправлять туда, а число жителей Заатари начало быстро падать. К сентябрю 2014 года по подсчётам УВКБ их насчитывалось около 79 000 человек[17].
- 26 марта 2015 года численность населения лагеря оценивалось в 83 000 человек, а в августе — 79 900 человек[3].
- 31 октября 2018 года в лагере жило примерно 78 000 человек, причём почти пятая часть из них была младше 5 лет. Женщины управляли 20 % домохозяйств[18].
- В 2021 году население лагеря по данным на 24 – 30 января составило 78,685 человек[19].

## Электроэнергия
В лагере работает солнечная электростанция, крупнейшая из построенных в лагерях беженцев. Она введена в эксплуатацию в 2016 году и, по оценкам, снижает выбросы углекислого газа в Заатари на 13 000 тонн в год, что эквивалентно 30 000 баррелям нефти. В финансовом отношении электростанция экономит около 5,5 млн долларов США ежегодно. На пике она выдаёт 12,9 мегаватт. Электростанция построена правительством Германии через банк KfW, стоимость проекта составила 17,5 млн долларов США. Электростанция предоставляет электричество 12—14 часов в день.

## Финансы, управление, службы

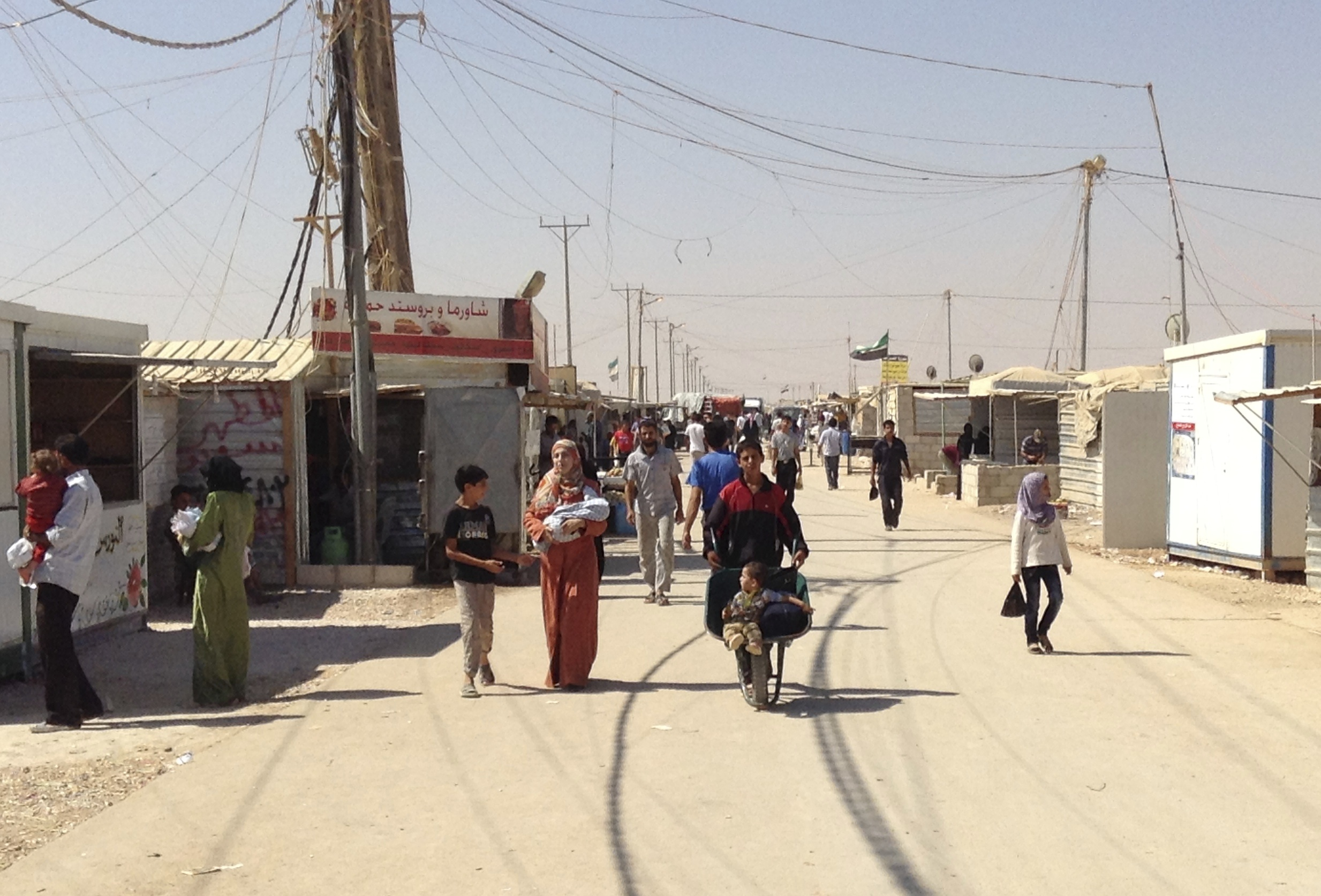
Лагерь Заатари

Предполагается, что Иордания будет тратить на поддержку сирийских беженцев 870 млн долларов в год. Лагерем совместно управляют Директорат по делам сирийских беженцев и Управление Верховного комиссара ООН по делам беженцев (УВКБ). В марте 2013 УВКБ назначила главным полевым координатором лагеря Килиан Кляйншмидт, в конце 2014 года его сменил Ховиг Этемезян.
Медицинскую помощь оказывают Arabian Medical Relief, Врачи без границ, International Medical Corps, Сирийско-американское медицинское общество, Международное движение Красного Креста и Красного Полумесяца в Иордании и ОАЭ, Международная организация инвалидов, Международная организация по миграции, Иорданская хашимитская благотворительная организация, Иорданское международное общество медицинской помощи в сотрудничестве с УВКБ, а также Фонд Нур аль-Хусейн в сотружничестве с УВКБ и ЮНФПА.
Две больницы ЮНФПА оказывают первую помощь и лечат кожно-венерологические заболевания. Также в лагере работают марокканский и итальянский военно-полевые госпитали, французский военно-полевой госпиталь, специализирующийся на хирургических операциях после боевых ранений, и две больницы ЮНИСЕФ.
За доступ к воде и санитарным помещениям и средствам отвечают Mercy Corps и Оксфам. Немецкое Федеральное агентство по технической помощи построило в лагере 160 кухонь и 380 туалетов по контракту УВКБ.
Продовольствие поставляет Всемирная продовольственная программа. За очистку и пробы воды, а также вывоз отходов ответственно Агентство по техническому сотрудничеству и развитию, а помогают ему в этом JEN и Оксфам.
Жители Заатари получают образование от ЮНИСЕФ, Save the Children, Mercy Corps (психологическая поддержка для детей и подростков), ЮНЕСКО (включая специальное и высшее образование), Международной организации по миграции (IOM), Фонда ООН в области народонаселения, Норвежского совета по беженцам, а Lutheran World Relief организует семинары по музыке и другим искусствам, профессиональную подготовку и психологическую помощь молодёжи в возрасте 14—30 лет.
International Rescue Committee оценивает распространённость в лагере насилия по гендерному признаку, оказывает помощь детям, оставшимся без попечителей, а также управляет четырьмя центрами помощи женщинам.
Печи, одеяла и зимнюю одежду в лагере распространяет Intersos, International Relief and Development Inc отвечает за обучение и свободное время жителей, предоставляя тренинги и поощряя посещение школы, особенно девочками. Школы в лагере беженцев Заатари в Иордании были закрыты из-за пандемии COVID -19. В начале 2018 года правительство Иордании отменило субсидии на услуги здравоохранения для сирийских беженцев, возобновив субсидирование в 2019.
Строительством водопроводов и дорог занимается World Vision International, а Международный комитет Красного Креста ищет родных жителей лагеря.
В 2016 лагерь постепенно уходил от модели предоставления услуг «сверху вниз» в пользу самодостаточного поселения, где беженцы получают финансовую помощь и мотивированы самостоятельно обеспечивать свои потребности. Тем не менее, большинство беженцев не могут найти работу, выживая на ограниченную помощь или работая нелегально. Женщины, как правило, лишены возможности поиска работы.

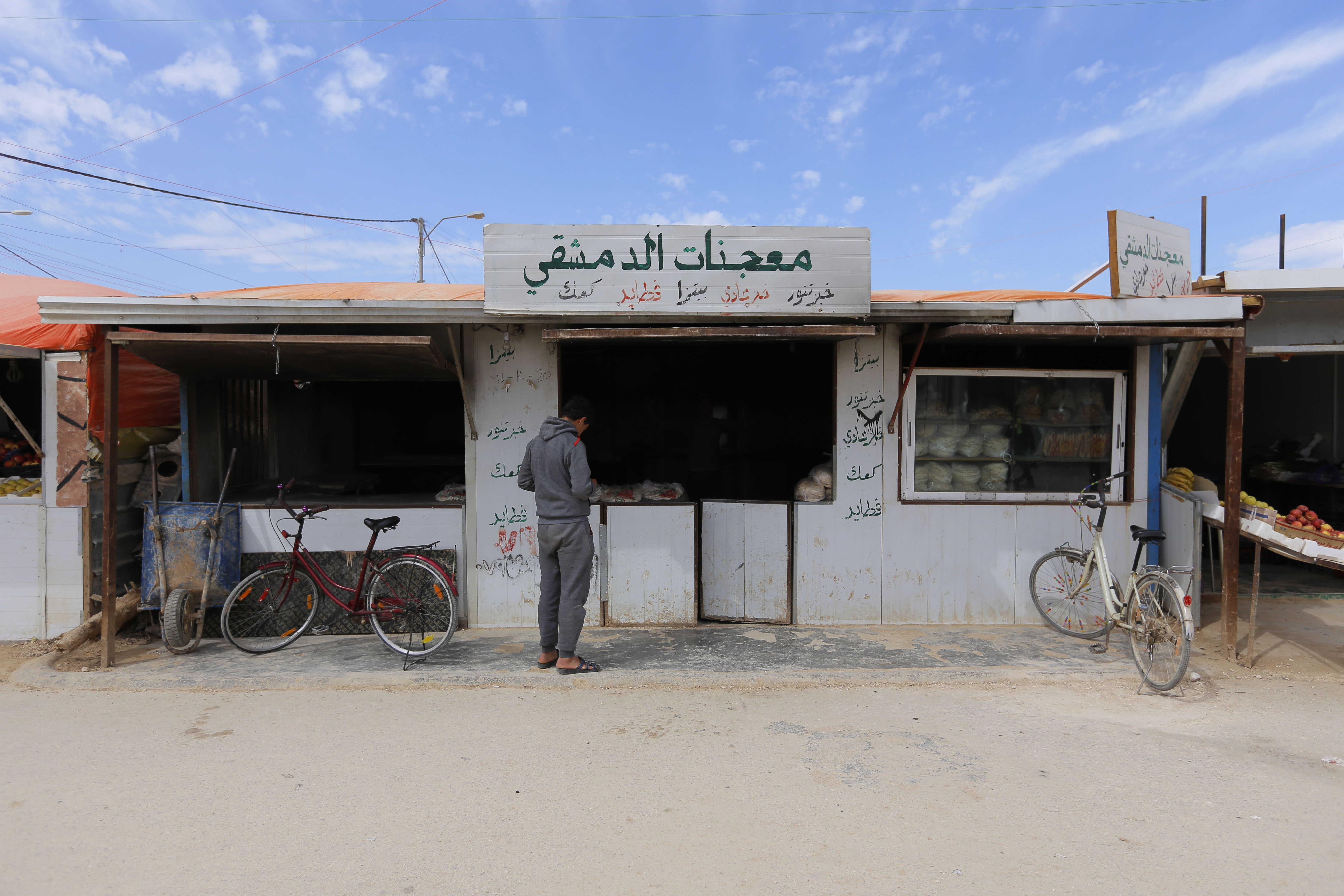
Пекарня, построенная беженцами. У многих жителей лагеря есть собственное дело
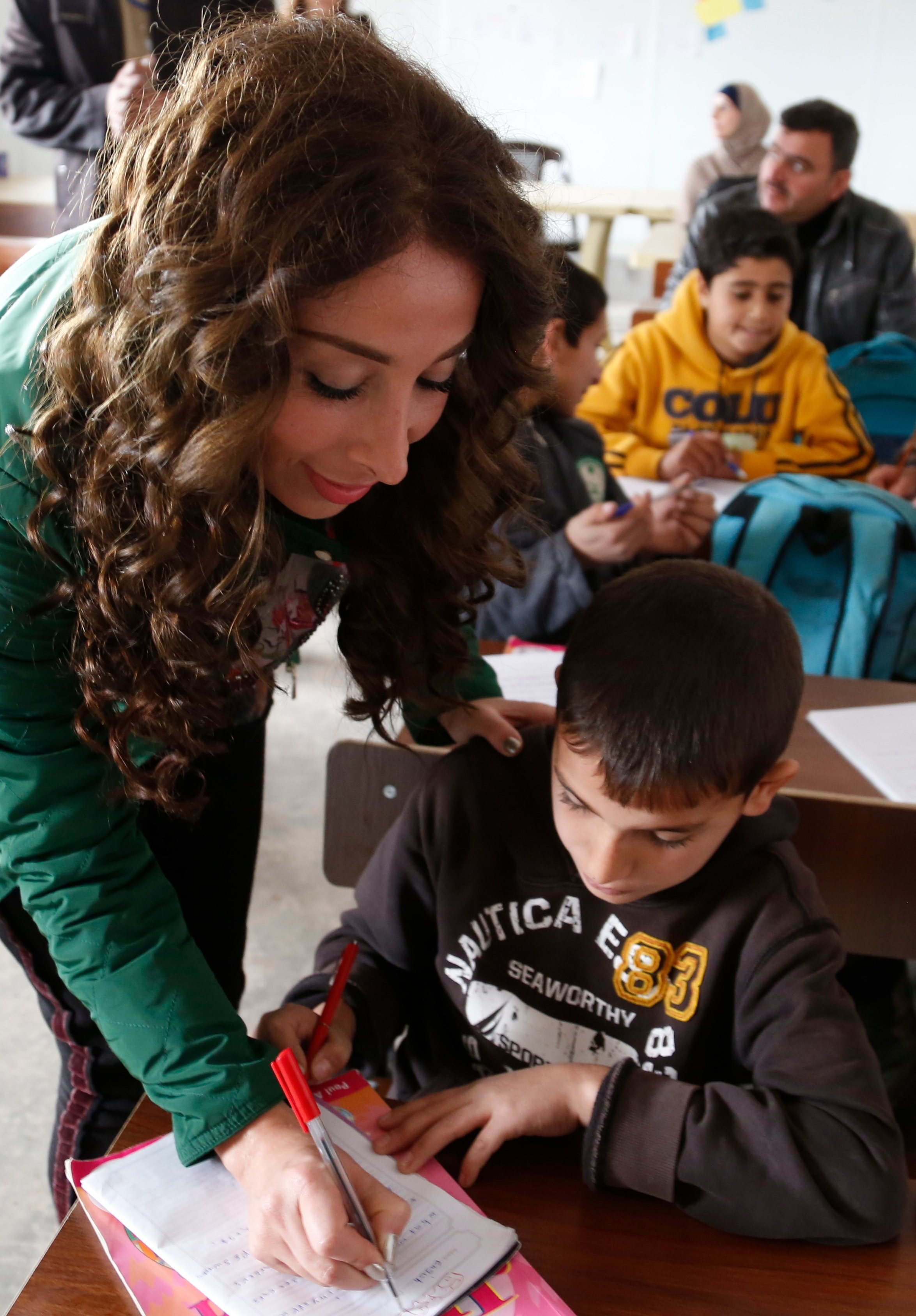
Учительница из Ливана, работающая в Заатари
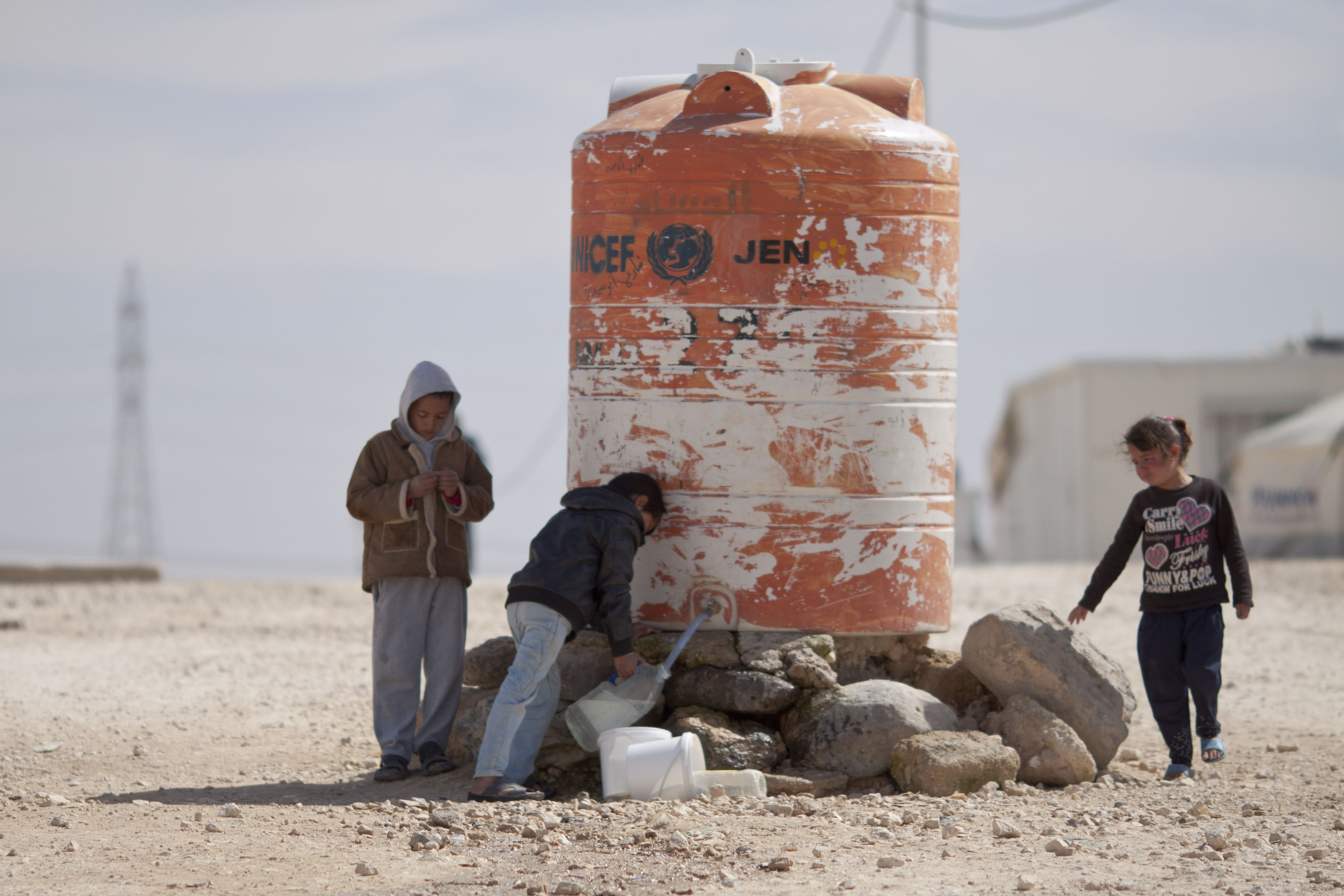
Дети из Заатари наполняют бутылки питьевой водой
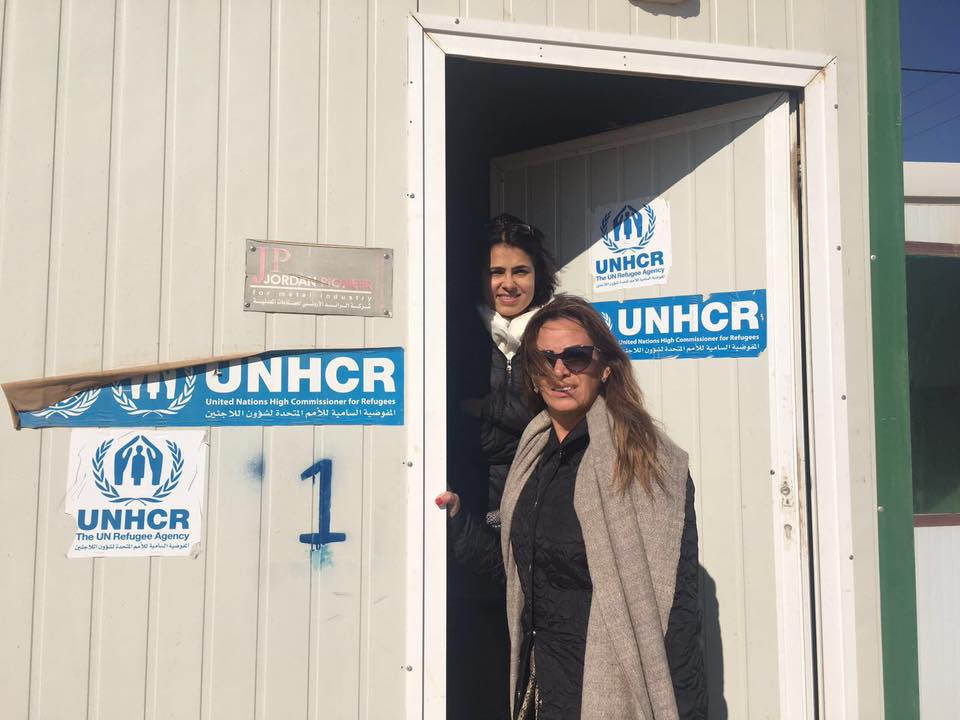
Иман Мутлак[англ.] посещает Заатари с целью начала программы психологической поддержки

### Карты
По состоянию на 2018 год лагерь было составлено не менее 25 планов Заатари на основе спутниковых фотографий UNOSAT. Он стал одним из первых лагерей беженцев, для которого в OpenStreetMap была составлена подробная карта.

## Искусство
О городе беженцев снят ряд документальных фильмов. На премию в номинации «Премьеры» на кинофестивале «Сандэнс» в 2021 году претендует художественный фильм режиссёра, сценариста и продюсера Шака Кинга (англ. Shaka King) — «Иуда и Черный Мессия» (киноконцерн Warner Bros.) с Даниэлем Калуя в главной роли. В номинации документальных фильмов будет показана лента «Капитаны Заатари» (Египет), режиссер Али Эль Араби.